# Misheck Lungu
Misheck Lungu (Lusaka, 1980. május 2. –) zambiai labdarúgó. 2006-ban részt vett az Afrikai Nemzetek Kupáján, ahol csapatával a csoportkör után búcsúzni kényszerült. A Kecskeméti TE játékosaként részese volt az NB I-be való feljutásnak, 2008 őszén azonban csak az NB III-as csapatban szerepelt, az év végén pedig megvált tőle a klub. 2009. január végén leigazolta őt a Budapest Honvéd FC, amely 3 éves szerződést kötött a légióssal.

## Góljai a zambiai válogatottban
| #  | Dátum             | Ellenfél | Eredmény | Kiírás        | Esemény |
| -- | ----------------- | -------- | -------- | ------------- | ------- |
| 1. | 2003. március 29. | Tanzánia | 1 – 0    | ANK-selejtező | 25'     |

## Sikerei, díjai
Budapest Honvéd FC:
- Magyar kupa: 2008-09

## Külső hivatkozások
- Adatlapja a HLSZ.hu-n